# Manfred Schütz (Schriftsteller)
Manfred Schütz (* 14. Februar 1933 in Breslau) ist ein deutscher Jugend-Schriftsteller und Buchgestalter.

## Leben und Wirken
Manfred Schütz wurde 1933 in Breslau als Sohn eines Tischlers und einer Näherin geboren. Er besuchte bis zur 6. Klasse die Volksschule und schlug sich nach Kriegsende bis 1948 als Fuhrunternehmer, Bäcker, Nähmaschinenschlosser und Gelegenheitsarbeiter durch. Aus der Heimat vertrieben, fand er zunächst Arbeit in der Landwirtschaft und schließlich bei einem Schriftsetzer, was ihn dazu bewog, ein Studium an der Westberliner Meisterschule für das grafische Gewerbe aufzunehmen. So kam er zum Ostberliner Verlag Neues Leben in die Buchproduktion. Nebenbei war er Gasthörer in Kunstgeschichte-Vorlesungen der Humboldt-Universität. Ab 1961 wirkte er freiberuflich als Grafiker und gelegentlicher Journalist. Außerdem entstand ein Jugendroman mit dem Titel Wie viele Tage hat ein Sommer, der 1975 im Verlag Neues Leben veröffentlicht und in der Tageszeitung Neue Zeit besprochen wurde. In der Rezension heißt es, trotz eines Anflugs von „schulmeisterliche[r] Lehrhaftigkeit“ könnten die Leser von der nahegebrachten Lebensweisheit, der kulturhistorischen Wissensvermittlung und dem amüsanten Erzählstil profitieren.
Im September 1975 begann Schütz ein Studium am Institut für Literatur „Johannes R. Becher“ in Leipzig und ab 1976 arbeitete er wieder für den Verlag Neues Leben.
In seinem Hausverlag erschien 1980 noch ein weiterer Jugendroman; die übrigen in der DDR-Zeit entstandenen brachte der Militärverlag der Deutschen Demokratischen Republik in Heftform heraus. 2005 veröffentlichte er im NORA-Verlag Träum’ von morgen Piroschka.

## Zitat
„Acht [Stunden des Tages] gehören direkt der Gesellschaft. Schreiben ist Privatsache, gehört unter die nächtliche Lampe oder im Juli der frühen Morgensonne.“

## Werke
- Zentralrat der Freien Deutschen Jugend (Hrsg.): Handbuch des FDJ-Gruppenleiters. Verlag Neues Leben, Berlin 1956.
- Wie viele Tage hat ein Sommer. Einband und Vignetten: Manfred Bofinger. Verlag Neues Leben, Berlin 1975.
- Eisenbrecher. In: Fernfahrten. Erlebt und erdacht von achtzehn Autoren. Herausgegeben von Peter Abraham. Grafiken von Ellen Willnow. Verlag Neues Leben, Berlin 1976.
- Verschwörung in Santiago (= Erzählerreihe; Heft 222). Umschlaggestaltung und Illustrationen: Karl Fischer. Militärverlag der DDR, Berlin 1977.
- Licht im Dezember (= Meridian; 72). Militärverlag der DDR, Berlin 1978.
- Gift im Ozean (= Das neue Abenteuer; 402). Illustrationen von Karl Fischer. Verlag Neues Leben, Berlin 1980.
- Fischräuber am Kalksee (= Erzählerreihe; Heft 272). Illustrationen: Bernd  Kluge. Militärverlag der DDR, Berlin 1983.
- Flammen um Duxabell (= Erzählerreihe; Heft 278). Illustrationen: Bernhard  Kluge. Militärverlag der DDR, Berlin 1984.
- Träum’ von morgen Piroschka. Ein Ferienroman aus Ungarn. NORA, Berlin 2005, ISBN 3-86557-006-2.

## Produktionsbeteiligungen (Auswahl)
- Walther Victor (Red.): Unser Deutschland. Ein Buch für alle, die es lieben. Herausgegeben im Auftrage des Zentralen Ausschusses für Jugendweihe. Vorwort von Wilhelm Pieck. Bildauswahl und typographische Gestaltung: Manfred Schütz, Babelsberg. Verlag Neues Leben, Berlin 1957.
- Horst Lachmann: Eva, Kleopatra und Du. Illustrationen: Hans-Hermann Schlicker. Typographische Gestaltung: Manfred Schütz. Verlag Neues Leben, Berlin 1957.
- Berlin-Werbung Berolina (Hrsg.): Willkommen in Berlin. Gestaltung: Manfred Schütz. Berlin-Werbung Berolina, Berlin 1966.
- Reiner Frenzel: Paläste und Schlösser in Europa (= Europa-Querschnitte). Bildpräsentation: Manfred Schütz. Edition Leipzig, Leipzig 1970. (Auch Auslands-Ausgaben.)
- Zentralrat der Freien Deutschen Jugend (Hrsg.): An der Seite der Genossen. Zusammengestellt von Herbert Thur. Graphische Gestaltung Manfred Schütz. Vorwort von Egon Krenz. Verlag Neues Leben, Berlin 1976. (2. bearbeitete und ergänzte Auflage 1979.)
- Klaus Frühauf: Stern auf Nullkurs. Wissenschaftlich-phantastischer Roman. Illustrationen: Manfred Schütz. Verlag Neues Leben, Berlin 1981.